# Percy Roycroft Lowe
Percy Roycroft Lowe (* 2. Januar 1870 in Stamford, Lincolnshire; † 18. August 1948) war ein britischer Chirurg und Ornithologe.
Lowe studierte ab 1887 Medizin an der Universität Cambridge (Jesus College) mit dem Abschluss Bachelor of Arts (B. A.) 1891, dem Bachelor in Chirurgie 1898 und dem Medical Bachelor (M. B.) 1899. Er war klinischer Assistent im Guy’s Hospital in London, House Physician am Leicester Infirmary und Senior House Surgeon am Derby Royal Infirmary. 1899 bis 1902 diente er freiwillig als Chirurg im Zweiten Burenkrieg und leitete den Hospitalzug von Helena von Großbritannien und Irland beim Entsatz der Belagerung von Ladysmith. In Südafrika begann er sich für Vögel zu interessieren und diese zu sammeln. 1902 bis 1912 bereiste er mit Sir Frederic Johnstone (als dessen persönlichem Arzt) unter anderem die Karibik auf dessen Yacht. Dabei legte er eine große Vogelsammlung an, die später zum British Museum of Natural History kam. Im Ersten Weltkrieg diente er als Militärarzt im Rang eines Captain auf einem Hospitalschiff im Mittelmeer.
1918 bis 1935 leitete er die ornithologische Abteilung des British Museum, als Nachfolger von William Robert Ogilvie-Grant. Von ihm stammt der Ausdruck Darwin-Finken (in einem Aufsatz 1936). Mit Dorothea Bate veröffentlichte er über fossile Strauße aus China.
Er war 1938 bis 1943 Präsident der British Ornithologists’ Union (und erhielt deren Medaille), Vorstand der europäischen Sektion des Internationalen Komitees zur Erhaltung der Vögel und 1927 bis 1930 Chairman des British Ornithologists’ Club und Herausgeber von dessen Bulletin. Er war Ritter des britischen Johanniterordens, Fellow der Royal Geographical Society und OBE.

## Schriften
- A naturalist on desert islands. Whitherby and Co., London / Scribner’s, New York 1911 (Beschreibung seiner Reisen in die Karibik).
- The finches of the Galapagos in relation to Darwin’s conception of species. Ibis, 6, 1936, S. 310–321.
- Struthious remains from northern China and Monogolia; with descriptions of Struthio wimani, Struthio anderssoni and Struthio monogolicus, spp. nov. Peking 1931.
- Our common sea-birds cormorants, terns, gulls, skuas, petrels and auks. New York, Scribners 1913.